# Legio XXII Deiotariana
Legio XXII Deiotariana (XXII Дейотарів легіон) — римський легіон.

## Історія
У 47 році до н. е. створений Дейотаром, царем Галатії, для підтримки Гнея Помпея Великого. Спочатку складався з 12 000 піхотинців і 2000 вершників. Того ж року зазнав поразки під Нікополем від Фарнака II, царя Понту та Боспору. Після 44 року до н. е. планувалося відправити цей підрозділ на допомогу Бруту та Кассію, проект не використано. Після 42 року до н. е. під головуванням легата Луція Пінарія Скарпа забезпечував тили армії Марка Антонія під час походу проти Парфії у 30-х роках до н. е.
У 25 році до н. е., після включення Галатії до складу Римської імперії, офіційно стає частиною римської армії та отримує відповідний порядковий номер. Спочатку стояв табором у м. Нікополь (провінція Понт і Віфінія), згодом в Олександрії Єгипетській. 26 року до н. е. був в складі армії префекта Елія Галла у походах проти нубійців та до Щасливої Аравії (сучасний Ємен), проте вже 25 року до н. е. легіон повернувся до Олександрії. У 23-22 роках до н. е. бився з нубійцями, звитяжив під час захоплення Напати, столиці Нубії. З 7 до 9 року н. е. стояв у Нижньому Єгипті, після чого повернувся до Олександрії. У 38 році придушив антиюдейські заворушення в Олександрії. У 39 році за наказом імператора Калігули вексилярії легіону відправлено на Рейнський кордон, де вони воювали проти германського племені хаттів.
У 55 році за наказом імператора Нерона легіон перейшов до Каппадокії, де підпорядковувався Гнею Доміцію Корбулону. Під його орудою воював проти Парфії у Вірменії та Осроені (до 63 року). З початком першого юдейського повстання 1000 легіонерів цього підрозділу відправлено до армії для його придушення. Відзначився в багатьох битвах цієї кампанії, зокрема при облозі Єрусалиму. У 69 році підтримав Веспасіана в боротьбі за владу. Проте не брав участь у боях, повернувшись у 71 році до Олександрії.
За правління імператора Траяна отримав ім'я «Дейотарів». Частина легіону була учасником військових кампаній Траяна у 114–117 роках проти Парфії. У 116–117 роках цей легіон брав участь у придушенні другого юдейського повстання в Киренаїці та Єгипті. У 121 році придушив заворушення в Олександрії Єгипетській. У 132–136 роках імператор Адріан задіяв легіон для придушення третього юдейського повстання. Втім під час бойових дій зазнав занадто відчутних втрат, в результаті чого після завершення повстання імператор розформував цей легіон.